# Stenostomum granulatum
Stenostomum granulatum är en måreväxtart som beskrevs av August Heinrich Rudolf Grisebach. Stenostomum granulatum ingår i släktet Stenostomum och familjen måreväxter. Inga underarter finns listade i Catalogue of Life.